# 早替わり
早替わり（はやがわり）は、歌舞伎の演出の一つ。一人の役者が、老若・男女・善悪など趣を異にする複数の役を短時間あるいは一瞬で演じ分けること。

## 概要
早替わりはケレンの一種としてすでに元禄歌舞伎（18世紀末）の舞台で行われていたが、文化文政時代（19世紀半ば）に四代目鶴屋南北が『天竺徳兵衛韓噺』『東海道四谷怪談』『於染久松色読販』などの演目にふんだんに用いて評判を集めこれを完成させた。やがて『仮名手本忠臣蔵』『夏祭浪花鑑』などの旧作品の演出や舞踊劇でも使われるようになり、後代には「変化物」という一つの演目群が形成された。
明治以降は歌舞伎の高尚化に伴ってケレン物の演出が排除される動きが起こり早替わりも軽視されたが、関西で初代市川右團次や二代目實川延若らによって辛うじて継承された。戦後になって、1970年代頃から三代目市川猿之助が一連の猿之助歌舞伎でこれを多用したことで復権を果たし、そこから発展したスーパー歌舞伎では演出上不可欠な要素にまでなっている。
スピードと鮮やかさが求められるので、舞台袖や道具裏揚げ幕内で複数のスタッフによって化粧から扮装まで手早く行われる「早拵え」や、身体が似ている役者を時間稼ぎに使う「吹き替え」など様々な工夫が行われる。

## 主な例
- 10役
  - 『慙紅葉汗顔見勢』（伊達の十役）： 赤松満祐の霊・仁木弾正・絹川与右衛門・土手の道哲・足利頼兼・傾城高尾太夫・腰元累・乳母政岡・荒獅子男之助・細川勝元
- 7役
  - 『於染久松色読販』（お染の七役）： 油屋お染・丁稚久松・お染母貞昌尼・久松姉奥女中竹川・土手のお六・お光・お作
- 3役
  - 『天竺徳兵衛韓噺』（天竺徳兵衛）： 天竺徳兵衛・大友家公達月若丸・乳母五百機
  - 『東海道四谷怪談』（四谷怪談）： お岩・小仏小平・佐藤与茂七
  - 『仮名手本忠臣蔵』「五段目」： 与市兵衛・斧定九郎・早野勘平
  - 『怪談乳房榎』（乳房の榎）： の絵師菱川重信・悪党うわばみ三次・下男正介
  - 『艶容女舞衣』「酒屋」： 茜屋半七・三勝・お園
- 2役
  - 『夏祭浪花鑑』「三婦内」： 團七九郎兵衛・徳兵衛女房お辰
  - 『都鳥廓白波』（忍の惣太）： 侠客忍の惣太実ハ吉田家家臣山田六郎・盗賊木の葉の峰蔵
  - 『義経千本桜』： 佐藤忠信・狐忠信
  - 『芦屋道満大内鑑』： 葛の葉姫・狐葛の葉
- 1役
  - 『義経千本桜』「四ノ切」： 佐藤忠信に化けていた狐（狐忠信）が一瞬にして狐の姿（源九郎狐）となって現れる
  - 『天竺徳兵衛韓噺』： 座頭に化けた徳兵衛が、正体を見破られて本水を張った池に飛び込む。すると役者はずぶ濡れになったはずなのに、次の瞬間には裃を着た上使に化けて舞台上に悠々と現れる（「水中の早替り」）。